# Lance Broadway
Lance Daniel Broadway, né le 20 août 1983 à Bryan (Texas), est un ancien joueur américain de baseball ayant évolué en Ligue majeure de baseball de 2007 à 2009.

## Carrière
Après des études secondaires à la Grand Prairie High School de Grand Prairie (Texas), Lance Broadway suit ses études supérieures à la Dallas Baptist University puis à la Texas Christian University.
Il est drafté en juin 2005 au premier tour de sélection (15e choix) par les White Sox de Chicago. Après deux saisons en Ligues mineures, il fait ses débuts en Ligues mineures le 7 septembre 2007.
Broasway est transféré chez les Mets de New York le 29 mai 2009 à l'occasion d'un échange contre Ramón Castro.
Il signe un contrat de Ligues mineures chez les Blue Jays de Toronto en décembre 2009. 

## Statistiques
En saison régulière
| Statistiques de lanceur |            |    |    |    |     |    |      |   |   |    |    |      |
| Saison                  | Équipe     | G  | GS | CG | SHO | GF | IP   | V | D | SV | SO | ERA  |
| 2007                    | Chicago WS | 4  | 1  | 0  | 0   | 1  | 10.1 | 1 | 1 | 0  | 14 | 0,87 |
| 2008                    | Chicago WS | 7  | 1  | 0  | 0   | 4  | 14.0 | 1 | 0 | 0  | 7  | 7,07 |
| 2009                    | Chicago WS | 8  | 0  | 0  | 0   | 5  | 16.0 | 0 | 1 | 0  | 9  | 5,06 |
| 2009                    | NY Mets    | 8  | 0  | 0  | 0   | 3  | 14.2 | 0 | 0 | 0  | 9  | 6,75 |
| Totaux                  | Totaux     | 27 | 2  | 0  | 0   | 13 | 55.0 | 2 | 2 | 0  | 39 | 5,24 |

Note: G = Matches joués; GS = Matches comme lanceur partant; CG = Matches complets; SHO = Blanchissages; GF = Matches terminés; 
IP = Manches lancées; V = Victoires; D = Défaites; SV = sauvetages; SO = retraits sur des prises; ERA = Moyenne de points mérités.